# Pierre Billon (écrivain)
Pour les articles homonymes, voir Pierre Billon et Billon.
Œuvres principales
- L'Enfant du cinquième nord

Pierre Billon, né le 15 juin 1937 à Genève, est un romancier, traducteur et scénariste québécois, d'origine suisse, résidant à Montréal.

## Œuvre

### Romans
- L'Ogre de Barbarie (1972)
- La Chausse-Trappe (1980)
- Le Livre de Seul (1983)
- L'Enfant du cinquième Nord (Mamatowee Awashis) (1982-1993) Publié en anglais sous le titre The Children's Wing, (1996)
- L'Ultime Alliance (1990)
- Nouvelle-France (1998)
- Un bâillement du Diable (1998) Publié en allemand sous le titre Ein Gähnen des Teufels, (2000)
- Dans le secret des Dieux (2008)

### Filmographie

#### Scénarios de film
- Séraphin : Un homme et son péché (2002)
- Daniel et les Superdogs (2003)
- Nouvelle-France (2004)

#### Scénarios de téléfilms
- Secret de famille (1989)
- Justice express (1989)
- Échec et mat ! (épisode pour la série Le Retour d'Arsène Lupin) (1993)
- La Présence des ombres (1993)
- Dernier Cri (épisode pour la série Les Cinq Dernières Minutes) (1995)
- En danger de vie (1995)
- Une petite fille particulière (1995)
- L'Enfant des Appalaches (1996)
- Que reste-t-il... (1997)
- Un enfant, un secret (1998)
- Mémoires en fuite (1999)
- Le Fantôme dans le miroir (2000)
- L'Otage (docufiction pour la série C'est arrivé près de chez vous) (2000)

## Récompense
- 2000 : Meilleur scénariste pour Mémoires en fuite au Festival de la fiction TV de Saint-Tropez[5]